# 滝沢邦行
滝沢 邦行（たきざわ くにゆき、1888年1月17日 - 1964年2月19日）は、日本の画家、染色図案家。曲亭馬琴の子孫にあたる。

## 生涯
1913年、日本水彩画会創立時の発起人となる（のちに名誉会員）。桜の写生で知られ、研究も行った。文展（現在の日展）に数回入選している。1928年4月には昭和天皇に「名桜選集」を献上、1939年3月には秩父宮・高松宮両妃が「桜花水彩十二図」を鑑賞した。戦後、埼玉県飯能町（現飯能市）に移住し、飯能美術協会の設立に関わった。
1964年2月19日、心筋梗塞のため死去。享年76。

## 馬琴の子孫として
邦行は曲亭馬琴（滝沢興邦、のちに解）の玄孫にあたる。
馬琴は、長女の幸（さき）に婿の清右衛門を迎え、飯田町の旧宅に住まわせて滝沢家の分家とした。幸夫婦には子がなく、本家の興継（馬琴長男）・路夫妻の長女・次（つぎ）を養女とし、婿養子の弥兵衛を迎えた。しかし、次夫婦にも子がなかったため、本家より幸（さち、興継の次女）・吉之助夫妻の子・橘（きつ）を養女とした。この橘が邦行の母である。
本家も絶えたため、所蔵していた馬琴の遺稿や渡辺崋山の掛軸などの文化財は、散逸しないよう天理大学に保管を委託した。